# Carl Wahlund

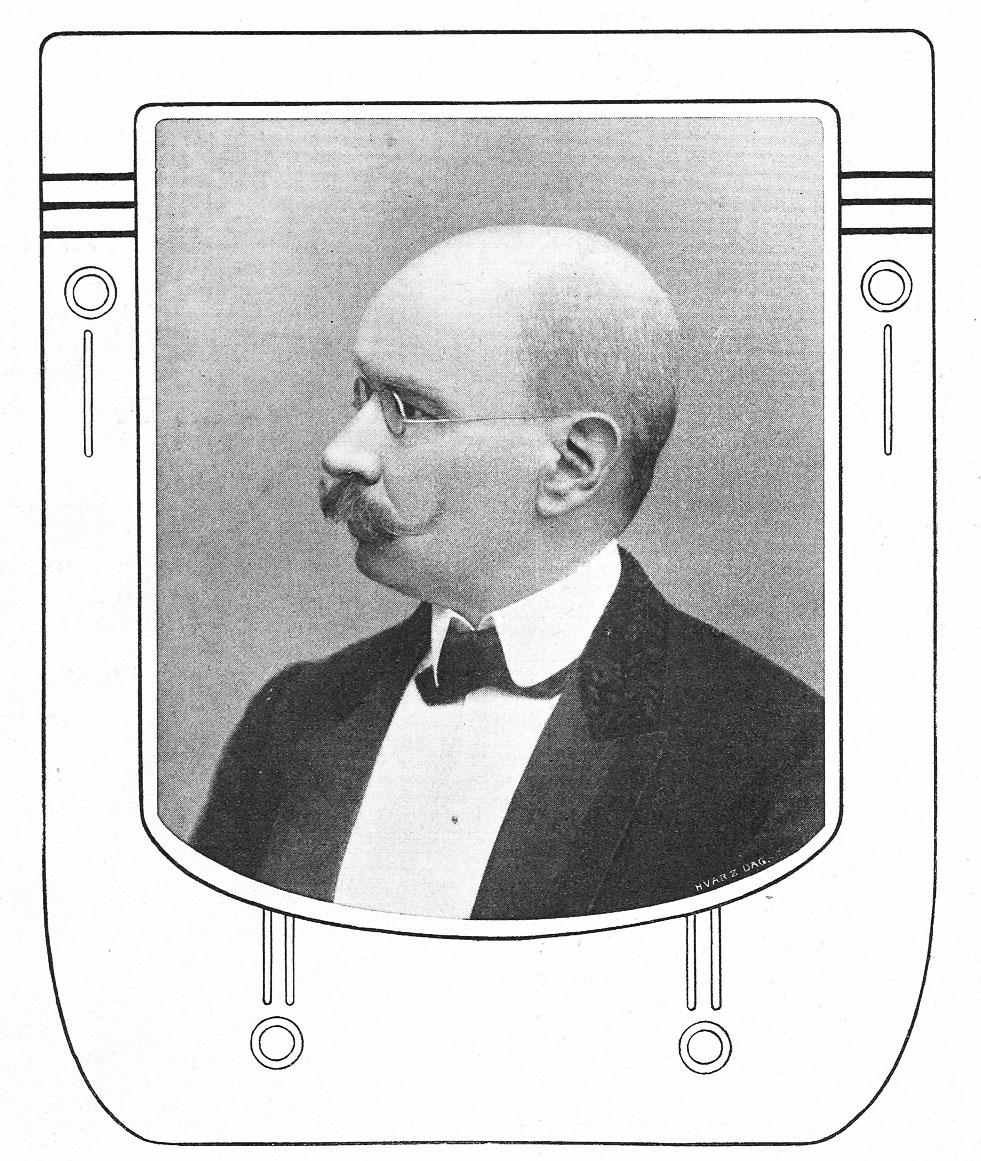
Carl Wahlund

Carl Wahlund (* 7. Januar 1846 in Kristinehamn; † 23. April 1913) war ein schwedischer Romanist und Bibliophiler.

## Leben und Werk
Wahlund war Schüler von Gaston Paris. Er promovierte mit der Herausgabe von Miracle de nostre dame, de saint Jehan Crisothomes & de Anthure, sa mere. Franskt skådespel från det fjortonde århundradet (Stockholm/Uppsala 1875) und war ab 1892 (als Kollege von Per Adolf Geijer) außerordentlicher Professor in Uppsala. Wahlund besaß eine bedeutende romanistische Bibliothek.

## Weitere Werke
- Ouvrages de philologie romane et textes d'ancien français faisant partie de la bibliothèque de M. Carl Wahlund à Upsal, Uppsala 1889
- Livres provençaux rassemblés pendant quelques années d'études et offerts à la bibliothèque de l'université d'Upsala, Uppsala 1892
- (Hrsg. mit Hugo von Feilitzen) Les Enfances Vivien. Chanson de geste, Uppsala 1895, Genf 1970
- Cent mots nouveaux ne figurant pas dans les dictionnaires de langue ou d'argot français: modernismes en -isme et en –iste, Uppsala 1898
- Sagan om Rosen, efter den af prof. Gaston Paris utgifna fornfranska dikten "le Conte de la Rose" i originalets versmått öfversatt, Stockholm 1899
- (Hrsg.) Die altfranzösische Prosaübersetzung von Brendans Meerfahrt, Uppsala 1900, Genf 1974
- Bref etc. under ett halft sekel förärade en nu sextioåring. Såsom manuskript tryckt förteckning på ett tusental mina inhemska korrespondenter, Uppsala 1906-07
- Hel. Peter af Luxemburg (1369-1387). Honom ägnade biografier. Honom tillskrifven uppbyggelsebok, Uppsala 1908
- Bibliographie der französischen Strassburger Eide vom Jahre 842, Uppsala 1911